# Samuel Goldwyn

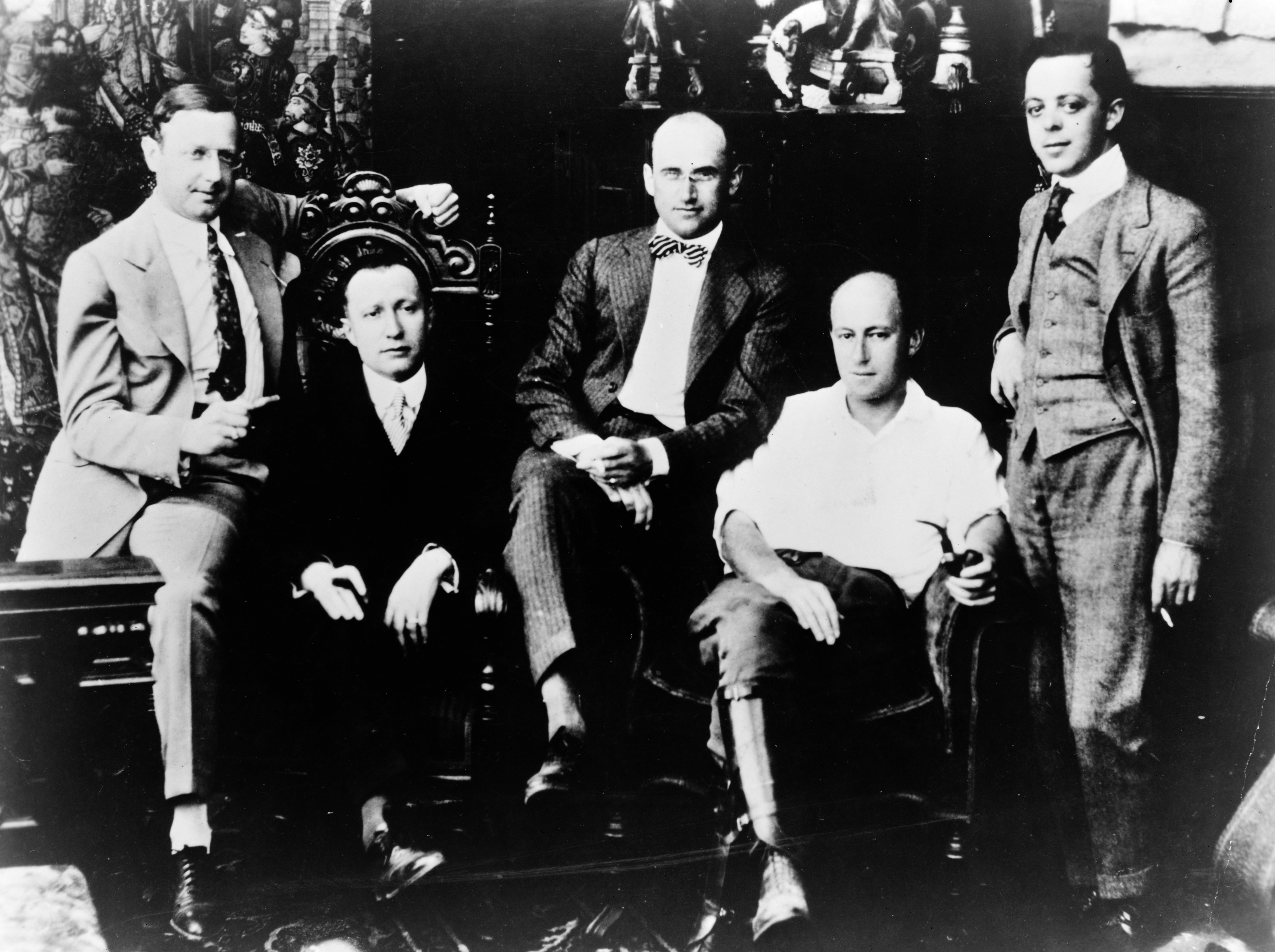
Fotografie din 1916, la preluarea studiorilor Paramount Pictures. (De la stânga la dreapata): Jesse L. Lasky, Adolph Zukor, Samuel Goldwyn, Cecil B. DeMille, Al Kaufman

Samuel Goldwyn este pseudonimul lui Schmuel Gelbfisz un american evreu de origine poloneză, născut la 17 august 1882 în Varșovia, Polonia și decedat la 31 ianuarie 1974 în Los Angeles, USA. Este fondatorul studioului Metro-Goldwyn-Mayer, fiind unul din cel mai de seamă producători de film americani de film din secolul trecut.